# The Offspring (àlbum)
The Offspring és el disc de debut de la banda californiana de punk rock The Offspring. Fou publicat el 15 de juny de 1989 per Nemesis Records únicament en format vinil. El 21 de novembre de 1995 fou rellançat per Nitro Records (creada pel vocalista Dexter Holland i el baixista Gregory David Kriesel del grup) i distribuït per Epitaph Records amb una portada diferent.

## Informació
Després d'enregistrar una demo el 1988, The Offspring va començar a preparar el seu àlbum de debut de llarga durada. La gravació es va produir durant el març de 1989 a Santa Ana, Califòrnia, amb la producció de Thom Wilson. Nemesis Records va llançar una edició limitada de l'àlbum el 15 de juny de 1989 en format vinil de 12" i casset. Per a la seva promoció van realitzar una gira de sis setmanes pels Estats Units, dos anys i mig després van vendre unes 5.000 unitats. L'any 1991 van signar un contracte amb Epitaph Records. Posteriorment, a causa de obligacions contractuals, l'àlbum fou rellançat amb els mateixos formats més CD el 1995 aprofitant l'èxit aconseguit amb Smash, però amb una portada diferent en comptes del controvertit "Guitar Alien" original dissenyada per Marc Rude. Sis anys després fou tornar a rellançar però ara amb el segell Nitro.
El 26 de juny de 2001 als Estats Units d'Amèrica i el 16 de juliol del mateix any al Regne Unit fou eliminada del disc l'última cançó, "Kill the President", per prevenir pressió legal. Foren extrets dos single promocionals d'aquest primer àlbum: "I'll Be Waiting" i "Blackball", llançats en format 7" amb dues cares, una per a cada tema. Foren distribuïts per Black Label Records, un segell fictici de la banda.

## Llista de cançons

### CD
Totes les cançons foren escrites i compostes per Dexter Holland, excepte les indicades. 
| Núm.          | Títol                       | Notes                      | Durada |
| ------------- | --------------------------- | -------------------------- | ------ |
| 1.            | «Jennifer Lost the War»     |                            | 2:35   |
| 2.            | «Elders»                    |                            | 2:11   |
| 3.            | «Out on Patrol»             |                            | 2:32   |
| 4.            | «Crossroads»                |                            | 2:48   |
| 5.            | «Demons (A Mexican Fiesta)» |                            | 3:10   |
| 6.            | «Beheaded»                  | Co-escrita amb James Lilja | 2:52   |
| 7.            | «Tehran»                    |                            | 3:06   |
| 8.            | «A Thousand Days»           |                            | 2:11   |
| 9.            | «Blackball»                 |                            | 3:24   |
| 10.           | «I'll Be Waiting»           |                            | 3:12   |
| 11.           | «Kill the President»        | Eliminada el 2001          | 3:22   |
| Durada total: | Durada total:               | Durada total:              | 32:17  |

### Vinil original
Cara 1
Totes les cançons foren escrites i compostes per Dexter Holland, excepte les indicades. 
| Núm. | Títol                                   | Durada |
| ---- | --------------------------------------- | ------ |
| 1.   | «Jennifer Lost the War»                 | 2:35   |
| 2.   | «Elders»                                | 2:11   |
| 3.   | «Out on Patrol»                         | 2:32   |
| 4.   | «Crossroads»                            | 2:48   |
| 5.   | «Demons (A Mexican Fiesta)»             | 3:10   |
| 6.   | «Beheaded» (Co-escrita amb James Lilja) | 2:52   |

Cara 2
| Núm.          | Títol                | Notes             | Durada |
| ------------- | -------------------- | ----------------- | ------ |
| 7.            | «Tehran»             |                   | 3:06   |
| 8.            | «A Thousand Days»    |                   | 2:11   |
| 9.            | «Blackball»          |                   | 3:24   |
| 10.           | «I'll Be Waiting»    |                   | 3:12   |
| 11.           | «Kill the President» | Eliminada el 2001 | 3:22   |
| Durada total: | Durada total:        | Durada total:     | 32:17  |

## Personal
- Dexter Holland − Cantant, guitarra rítmica
- Noodles − Guitarra, veus addicionals a "Blackball"
- Greg K. − Baix, veus addicionals a "Blackball"
- Ron Welty − Bateria